# Walter Bleuler
Walter Bleuler fue un deportista suizo que compitió en remo. Ganó una medalla de plata en el Campeonato Europeo de Remo de 1924, en la prueba de cuatro con timonel.

## Palmarés internacional
| Campeonato Europeo | Campeonato Europeo | Campeonato Europeo | Campeonato Europeo |
| Año                | Lugar              | Medalla            | Prueba             |
| ------------------ | ------------------ | ------------------ | ------------------ |
| 1924               | Lucerna (Suiza)    | Medalla de plata   | Cuatro con timonel |